# Blast
BLAST es un canal de televisión por satélite angoleño y mozambiqueño dedicado a la transmisión de cine de acción fundada en octubre 31, 2014 por Dreamia - Serviços De Televisão, S.A.
El canal transmite en la posición 69 del operador angoleño y mozambiqueño ZAP TV.